# Score Entertainment

Logo de Score Entertainment.

Score Entertainment était une compagnie de manufacture dans le domaine des cartes à collectionner basée à Arlington, Texas, aux États-Unis. Leur premier jeu de cartes était celui basé sur Dragon Ball Z en 2000. Score Entertainment était membre de la famille des compagnies Donruss Playoff LP. Donruss Playoff LP a été racheté au plus tôt de 2009 par Panini America et Score Entertainment a été fermé.